# La Fin du jour (ballet)
Pour l’article homonyme, voir La Fin du jour.
La Fin du jour est un ballet en un acte créé par Kenneth MacMillan en 1979 pour le Royal Ballet de Londres. La musique est celle du concerto pour piano en sol (1931) de Maurice Ravel.
Selon MacMillan, « La Fin du jour puise son inspiration dans le style des années trente ; les décors et les chorégraphies sont inspirées des gravures de mode d'une époque et d'un mode de vie brisé à jamais par la Seconde Guerre mondiale. »
La première représentation a lieu au Royal Opera House, Covent Garden, le 15 mars 1979. Les rôles principaux ont été dansés par Merle Park, Jennifer Penney, Julian Hosking et Wayne Eagling. Le pianiste était Philip Gammon, le chef d'orchestre Ashley Lawrence et les décors ont été créés par Ian Spurling.